# Ignacy Baliński

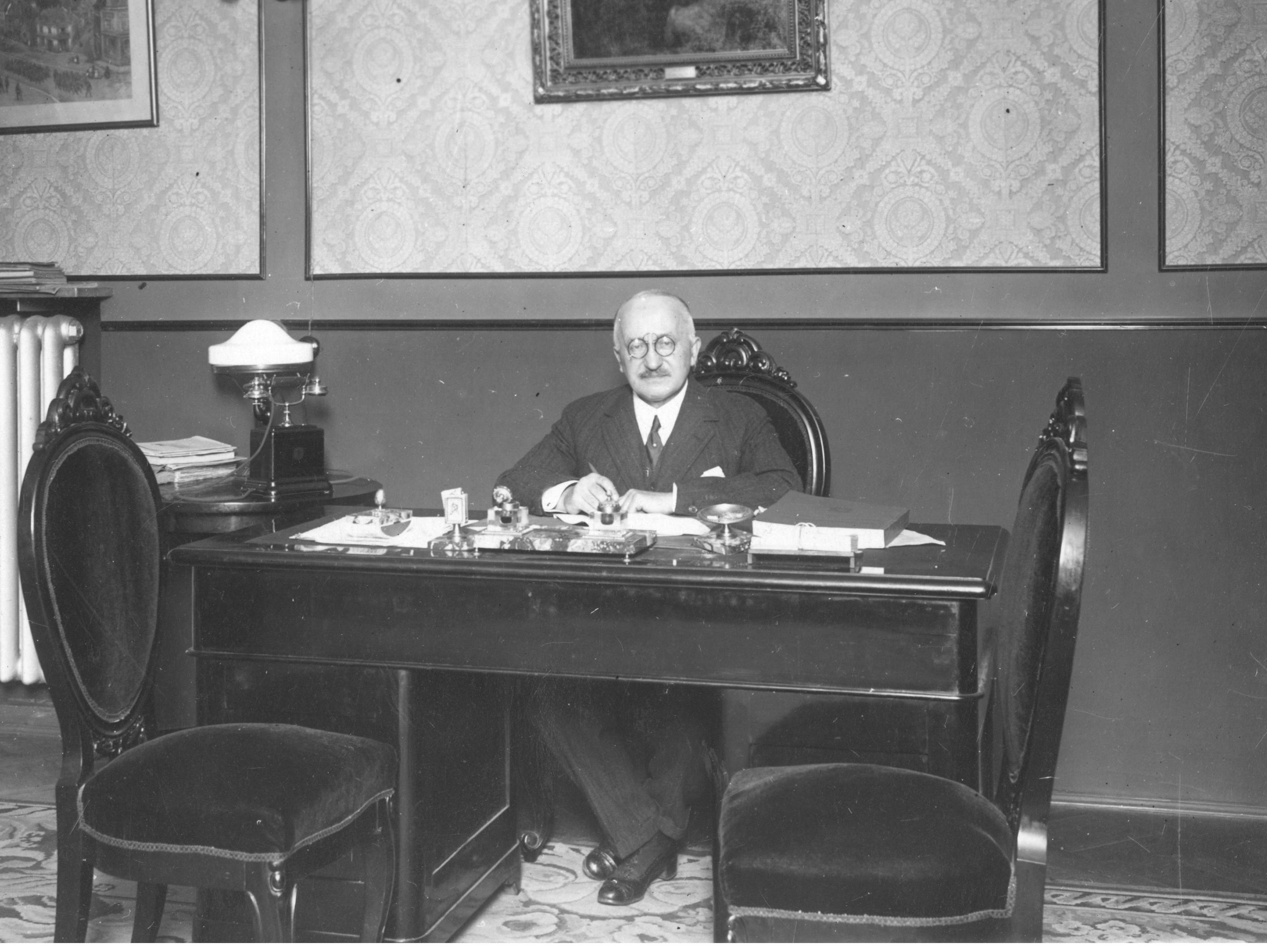
Ignacy Baliński - Prezes Rady Miejskiej w Warszawie w gabinecie; 1926 r.

Ignacy Baliński, ps. Aksel lub Aksel (ur. 31 lipca 1862 w Reginowie, zm. 11 marca 1951 w Sudbury w Anglii) – polski pisarz, poeta, pamiętnikarz, publicysta i działacz społeczny. Z wykształcenia prawnik. Sędzia Sądu Najwyższego w II RP, ojciec Stanisława.

## Życiorys
Pochodził z rodziny Balińskich z Balina h. Jastrzębiec, syn Józefa Zenona (1815–1892) i Józefy z d. Jundziłł h. Łabędź (zm. 1903). 21 kwietnia 1894 poślubił Marię Chomętowską h. Lis, z którą miał synów: Józefa (1895–1928), Stanisława (1898–1984), Jana (1899–1974), Kazimierza (1903–1934) i Antoniego Edwarda (1907–1990).
Od roku 1886 współpracował z warszawskimi wydawnictwami. Publikował w gazetach Życie, Wieczory  
Przed I wojną światową pracował w Warszawie w Prokuraturze Królestwa Polskiego, oddając się również życiu społecznemu i twórczości literackiej. Zasilał swym piórem szereg czasopism i dzienników, zwłaszcza w dziedzinie krytyki literackiej i teatralnej, wydał kilka prac prawniczych. Był redaktorem „Życia Warszawskiego” i „Wieczorów Rodzinnych”, zamieszczał też wiele artykułów w „Tygodniku Ilustrowanym”, „Kurierze Warszawskim” i „Słowie”. 
W czasie I wojny światowej należał do grupy Koła Międzypartyjnego. Był sekretarzem, potem wiceprezesem Polskiej Macierzy Szkolnej. W 1918 został sędzią Sądu Najwyższego oraz prezesem rady miejskiej stolicy, którą to godność sprawował do 1927. W latach 1922–1927 był senatorem z ramienia Narodowej Demokracji.
Od 1939 na uchodźstwie. W latach 1942–1945 był członkiem Komisji Prac Ustawodawczych przy Ministerstwie Sprawiedliwości w Londynie. Od zakończenia II wojny światowej mieszkał w Wielkiej Brytanii. Wydał poezje Wybór wierszy z lat wielu (1937) oraz Wspomnienia o Warszawie (1946). Jego synem był poeta Stanisław Baliński. Jego grób symboliczny znajduje się na warszawskich Powązkach (T-2-2).

## Odznaczenia
polskie
- Krzyż Komandorski z Gwiazdą Orderu Odrodzenia Polski (pośmiertnie, na obczyźnie)[8]
- Medal Niepodległości[3]

zagraniczne
- Order Gwiazdy II klasy (Rumunia)[3]
- Order Korony II klasy (Włochy)[3]
- Order Trzech Gwiazd III klasy (Łotwa)[3]
- Order Legii Honorowej III klasy (Francja)[3]